# Poueyferré
Poueyferré ist eine französische Gemeinde mit 830 Einwohnern (Stand 1. Januar 2022) im Département Hautes-Pyrénées in der Region Okzitanien (vor 2016 Midi-Pyrénées). Sie gehört zum Arrondissement Argelès-Gazost und zum Kanton Lourdes-1. Die Einwohner werden Poueyferréens genannt.

## Geografie
Poueyferré liegt am Fuß der Pyrenäen, vier Kilometer nordwestlich der Innenstadt von Lourdes. Die südliche Gemeindegrenze bildet das Nordufer des 52 ha großen Sees Lac de Lourdes. Umgeben wird Poueyferré von den Nachbargemeinden Loubajac im Norden, Bartrès im Osten, Lourdes im Süden und Südosten, Peyrouse im Südwesten und Westen sowie noch einmal Lourdes (Exklave der Stadt) im Nordwesten.

## Bevölkerungsentwicklung
| Jahr                       | 1962 | 1968 | 1975 | 1982 | 1990 | 1999 | 2006 | 2011 | 2020 |
| Einwohner                  | 424  | 503  | 638  | 650  | 675  | 780  | 797  | 857  | 846  |
| Quellen: Cassini und INSEE |      |      |      |      |      |      |      |      |      |

## Sehenswürdigkeiten

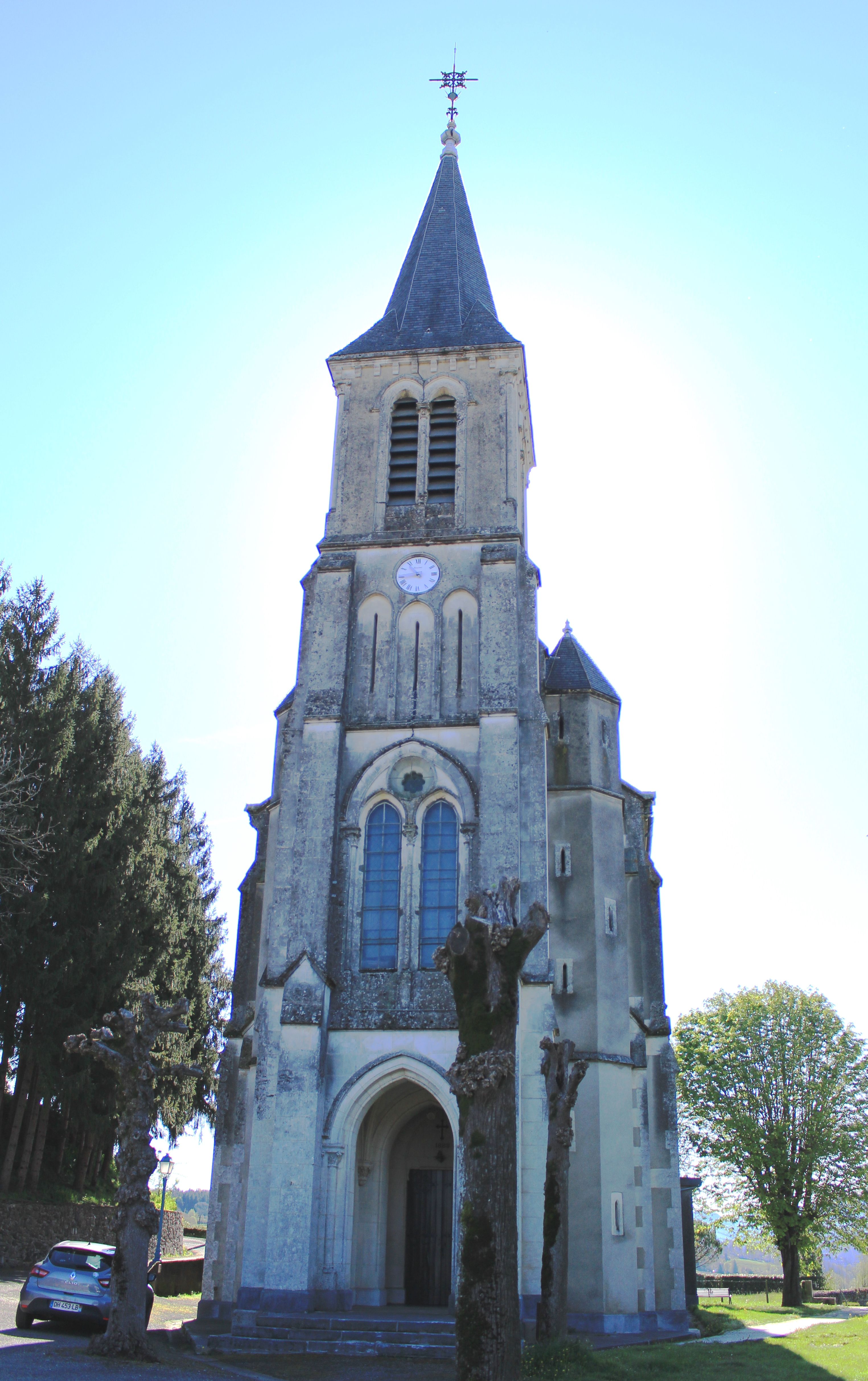
Kirche Notre-Dame-de-l’Assomption
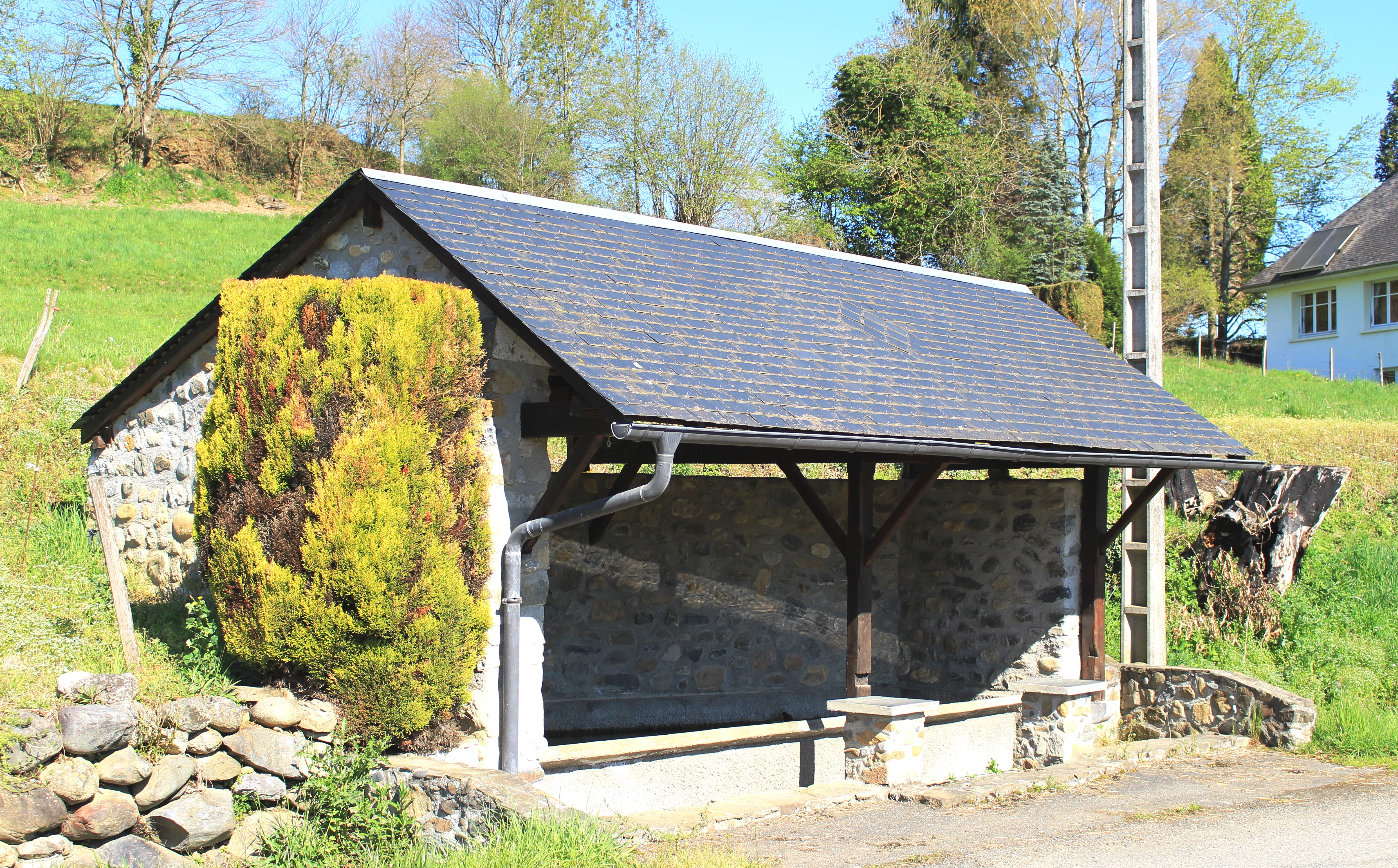
Ehemaliges öffentliches Waschhaus
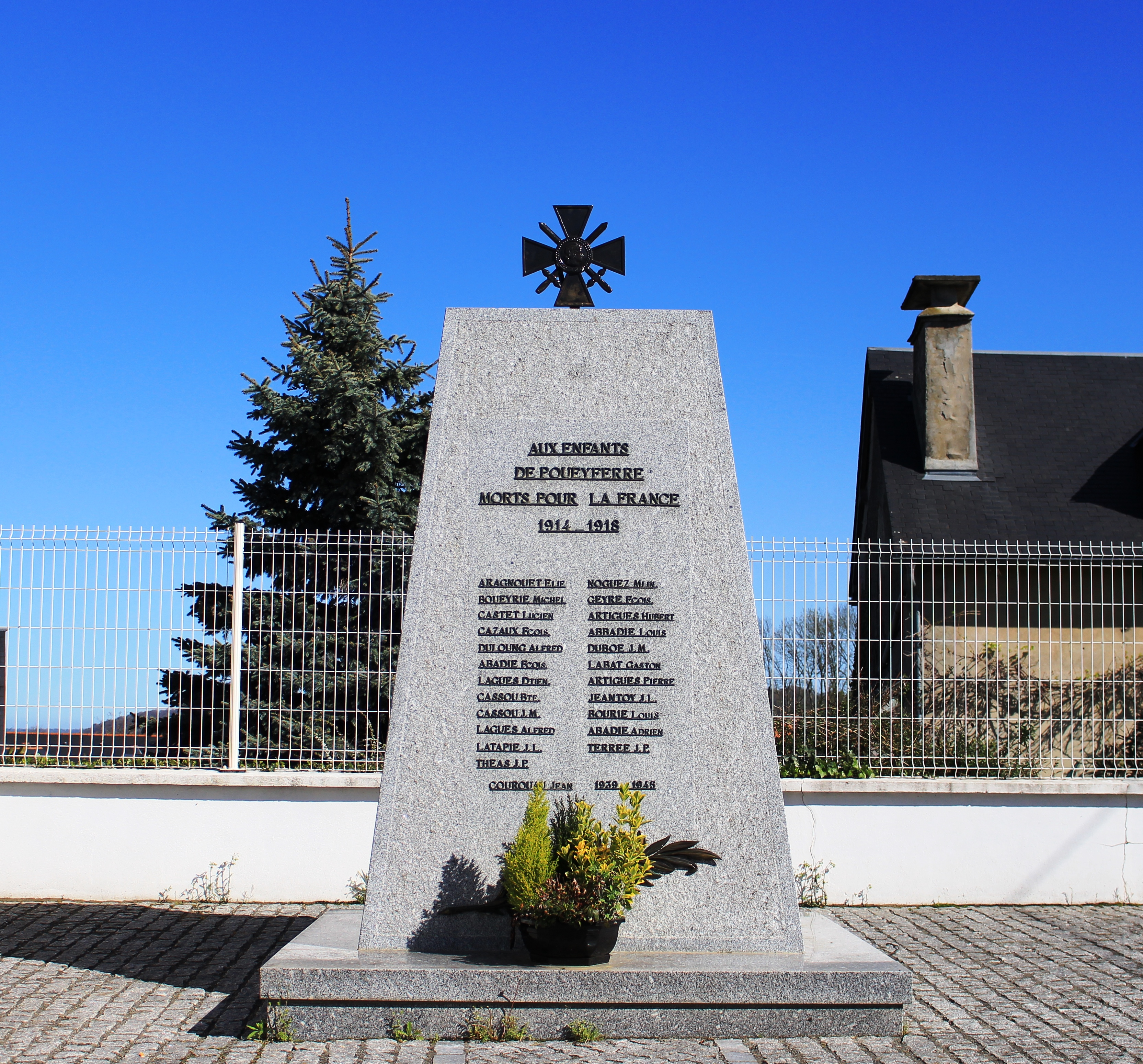
Gefallenendenkmal

- Kirche Notre-Dame-de-l’Assomption
- Ehemaliges öffentliches Waschhaus
- Gefallenendenkmal